# Jamajkanska Blue Mountain kava
Jamajkanska Blue Mountain kava je kava s priznatim i zaštićenim zemljopisnim podrijetlom koja se proizvodi samo na lokaciji Blue Mountain na Jamajci. Kava je cijenjena zbog svoga blagoga okusa i nedostatka gorčine. Zbog prepoznate kvalitete u posljednjih je nekoliko desetljeća postala jedna od najskupljih kava na svijetu, a preko 80% od ukupne ograničene proizvodnje izvozi se na japansko tržište. Premda su za proizvodnju ove kave potrebni posebni hladniji klimatski uvjeti, polja se obrađuju samo na nadmorskim visinama oko 2300 metara.